# Sachgruppenwörterbuch
Das Sachgruppenwörterbuch (auch: Begriffswörterbuch) ist ein traditionsreicher nicht-alphabetischer Wörterbuchtyp, in dem der Wortschatz, als Hilfe bei der Sprachproduktion oder zu Lernzwecken, in begriffliche, sachliche oder situative Sachgruppen zusammengestellt ist. Im Unterschied zum allgemeinen einsprachigen Wörterbuch, das mittels Definition vom Wort zum Begriff führt (semasiologisches Wörterbuch), ist das Sachgruppenwörterbuch (als onomasiologisches Wörterbuch) geeignet, vom Begriff zum Wort zu gelangen. Ein Untertyp des Sachgruppenwörterbuchs ist der französische Dictionnaire analogique.

## Typologie und Geschichte
Seit jeher gibt es neben der alphabetischen eine nicht-alphabetische Lexikografie, die (auch bebildert) Wortschatz zusammenstellt, der begrifflich (daher auch die Bezeichnung als Begriffswörterbuch), sachlich oder situativ zusammengehört. Dem Artikel des alphabetischen Wörterbuchs entspricht in diesem Fall die (mehr oder weniger umfangreiche) Sachgruppe. Die Wörterbücher nach Sachgruppen lassen sich unterteilen in nicht-alphabetische und teil-alphabetische. Nichtalphabetische ordnen die Sachgruppen untereinander nach sachlichen Gesichtspunkten (z. B. Gott, Welt, Mensch, Krankheit), teilalphabetische Sachgruppenwörterbücher ordnen die Sachgruppen untereinander alphabetisch nach Leitbegriffen (Schlaf, Wetter, Zeit). Beide Typen fügen der besseren Auffindbarkeit wegen einen alphabetischen Index hinzu.
In der frühen Wörterbuchgeschichte sind Sachgruppenwörterbücher als Onomastikon, Bildwörterbuch, Nomenklatur oder Thesaurus bekannt. Berühmt sind die Fabrica del Mondo des Francesco Alunno oder der Orbis pictus des Comenius.  Klassisch wurde der von Peter Mark Roget erstellte Roget’s Thesaurus of English Words and Phrases von 1852, der in vielen Sprachen Nachfolger fand, im Deutschen 1881 durch Anton Schlessing (1828–1910), 1940 bearbeitet von Hugo Wehrle (1880–1951) und 1961 von Hans Eggers, sowie 1934 durch Franz Dornseiffs Der deutsche Wortschatz, geordnet nach Sachgruppen (8. Auflage 2004).
Für das Französische erschien 1859, ebenfalls eng an Roget orientiert, der Dictionnaire idéologique (idéologique = begrifflich) von Théodore Robertson (1803–1871), ein Buch von 480 Seiten, wovon die letzten 166 Seiten durch den Index gefüllt werden. Wenige Jahre später schlug die Entwicklung in Frankreich in den Typ des Dictionnaire analogique um. Ein Roget-Nachfolger ist in Frankreich nicht mehr verlegt worden. Wohl aber hat Charles Bally 1909 in seinen Traité de stylistique ein kleines Wörterbuch mit 297 Begriffsgruppen eingerückt.

## Problematik des Sachgruppenwörterbuchs
Die Schwäche aller Sachgruppenwörterbücher ist doppelt. Sie sind notwendig lückenhaft, und ihre Anordnung ist notwendig willkürlich. Die Lückenhaftigkeit ergibt sich aus der Unendlichkeit der Assoziationen und damit aus der Unendlichkeit der Kategorisierbarkeit des Begriffs. So ist der Begriff Uhr (den es im Französischen nicht einmal gibt) mindestens als technisches Produkt (mit allen seinen Teilen) und als Messgerät der Zeit (Leben, Vergänglichkeit, Tod) kategorisierbar.
Das Anstreben von Vollständigkeit sprengt die Dimensionen eines Buches.
Die Anordnungswillkür ergibt sich aus dem Mangel an klaren Anordnungskriterien, die es im grundsätzlich unscharfen Bereich der Bedeutung und der Assoziationen nicht geben kann. Am objektivsten sind die Nomenklaturen von Bäumen, Blumen, Farben, Pilzen, Instrumenten, Säugetieren oder ähnlichem, dann die Benennungen im Umkreis konkreter Gegenstände wie zum Beispiel dem Auto oder Lebewesen wie zum Beispiel der Biene. 100 Jahre nach Roget haben Rudolf Hallig und Walther von Wartburg versucht, mit 6.500 Wörtern (später: 8.000) ein Begriffssystem wissenschaftlich zu begründen. Sie schlagen vor, ihr System als grobes Netz aufzufassen, das an vielen Stellen verfeinert werden kann. Da das System in Deutschland geschaffen und publiziert, aber in der französischen Sprache formuliert ist, hat es Mühe, Autorität zu gewinnen.

## Bekannte Sachgruppenwörterbücher
- Franz Dornseiff: Der deutsche Wortschatz, geordnet nach Sachgruppen. 8. Auflage. De Gruyter, Berlin 2004. (zuerst 1934).
- Rudolf Hallig und Walther von Wartburg: Begriffssystem als Grundlage für die Lexikographie. Versuch eines Ordnungsschemas. Akademie-Verlag, Berlin 1952.  (Abhandlungen der Deutschen Akademie der Wissenschaften zu Berlin. Klasse für Sprachen, Literatur und Kunst. Jahrgang 1952 Nr. 4). 2., neu bearbeitete und erweiterte Auflage 1963. Reprint 2021. De Gruyter, Berlin 2022.
- Théodore Robertson: Dictionnaire idéologique. Derache, Paris 1859.
- Peter Mark Roget: Roget’s Thesaurus of English Words and Phrases. Classified and arranged so as to facilitate the expression of ideas and assist in literary composition. London 1852. (zahlreiche Auflagen)
- Anton Schlessing (1828–1910): Deutscher Wortschatz oder Der passende Ausdruck. Praktisches Hilfs- und Nachschlagebuch in allen Verlegenheiten. Neff, Stuttgart 1881.
  - (9. Auflage) Hugo Wehrle: Deutscher Wortschatz. Ein Wegweiser zum treffenden Ausdruck. Klett, Stuttgart 1942.  (12. Auflage) Hans Eggers (Bearbeiter). Ebenda 1961.
  - Wehrle-Eggers. Deutscher Wortschatz. Ein Wegweiser zum treffenden Ausdruck. Klett, Stuttgart 1993. (821 Seiten) ISBN 3-12-908610-2